# Calyptopsis amaroides
Calyptopsis amaroides (лат.) — вид жуков-чернотелок рода Calyptopsis из трибы Tentyriini (Pimeliinae). 

## Распространение
Иран (Восточный Азербайджан).

## Описание
Жуки длиной около 1 см. Тело стройное, слабо блестящее. Передний край фронтоклипеуса не отделен от остальной части головы швом или поперечным углублением. Наружный край головы закруглен. Поверхность головы от переднего края фронтоклипеуса до переднего края надглазничного киля с 2 широкими продольными впадинами с каждой стороны. Наибольшая ширина головы перед глазами. Переднеспинка поперечная, покрыта округлыми пунктурами. Надкрылья широко или узко вдавлены вдоль шва в передней трети. Боковые края переднеспинки закруглены по всей длине. Передний край фронтоклипеуса не зазубрен. Новый вид наиболее сходен с C. pulchella pulchella от которого отличается однообразной тонкой и редкой пунктировкой пронотума.